# Blainville-sur-Orne
 Blainville-sur-Orne  es una población y comuna francesa, situada en la región de Normandía, departamento de Calvados, en el distrito de Caen y cantón de Ouistreham.

## Demografía
| 2119 | 2735 | 2519 | 4390 | 4341 | 4390 |
| Para los censos de 1962 a 1999 la población legal corresponde a la población sin duplicidades (Fuente: INSEE [Consultar]) |      |      |      |      |      |